# Ferdinand Avguštin Hallerstein
Ferdinand Avguštin pl. Hallerstein DJ (kitajsko: 劉松齡 / 刘松龄, Liú Sōnglíng), jezuit, misijonar, matematik, astronom, kartograf in mandarin, * 27. avgust 1703, Mengeš, † 29. oktober 1774, Peking.

## Življenje

### Mladost in študij
Ferdinand Avguštin Hallerstein se je rodil v plemiški družini baronu Janezu Ferdinandu Hallerju pl. Hallersteinu (1669-1736) in baronici Mariji Suzani Elizabeti, rojeni Erberg, (1681-1725). Družinska rezidenca Hallersteinov je bil tedaj mengeški »Ravbarjev grad« (Hoffmannsburg), ki ga je Marija Rozalija Hohenwart dobila za doto ob poroki z baronom Ferdinandom Ignacem Hallerjem pl. Hallersteinom, Avguštinovim dedom. Ta ga je leta 1702 prepustil starejšemu sinu Janezu Ferdinandu, upravitelju kranjskega deželnega glavarstva, prisedniku deželne in dvorne pravde na Kranjskem in članu Dizmove bratovščine.
V Mengšu je obiskoval osnovno šolo, v Ljubljani pa je dokončal jezuitsko gimnazijo in študij filozofije. Tako kot mnogi njegovi sorodniki je tudi on 27. oktobra 1721 vstopil v jezuitski red na Dunaju. V Ljubljani je med letoma 1722 in 1723 živel kot novic. Tu je študiral filozofijo. Naslednje leto je v Leobnu opravil repetitorij (ciklus predavanj in vaj, namenjen ponavljanju učne snovi) iz humaniora, v Celovcu 1725 predaval slovnico in s tem nadaljeval v letih 1726 in 1727 na Dunaju skupaj z matematičnim repetitorijem. V letu 1728 je v Ljubljani predaval retoriko in v letih 1729 in 1730 študiral v Gradcu teologijo. Matematično in astronomsko izobrazbo si je pridobil na Dunaju in Gradcu. Nato je bil po nekaterih podatkih vodja Jezuitskega kolegija v Temišvaru. Prošnjo za odhod v misijone je poslal z Dunaja, 8. oktobra 1727. Želja pa se mu je uresničila šele celih osem let pozneje.
Leta 1734 se je v Judenburgu pripravljal  na redovno zaobljubo, nato pa odšel v Temišvar, kjer je vodil Kongregacijo smrtnega boja. Želja postati misijonar se mu je uresničila leta 1735.

### Pot na Kitajsko
Zaradi neugodnih razmer za misijonarje na Kitajskem se je septembra 1735 sam ali skupaj z redovnim bratom, dunajskim jezuitom Lambeckhovnom, ki mu je bil tudi sopotnik na nadaljnji poti, odpravil preko Trsta v Genovo. Po dvotedenskem počitku sta zapustila Genovo 30. oktobra z angleško trgovsko ladjo Penelope, namenjeno v Lizbono na Portugalskem. Plovba mimo Balearskih otokov, skozi Gibraltar in ob atlantski obali Pirenejskega polotoka ni potekala brez težav. Laimbeckhoven in Hallerstein sta se morala zadovoljiti s kajuto na krmi, ki sta jo delila s 15 drugimi potniki. Hallersteina, ki ni bil vajen morja, je skoraj neprestano mučila slabost. Čeprav so prispeli v Lizbono že 18. novembra, sta morala ostati poldrugi dan v karanteni. Ko sta naslednji popoldan vendarle stopila na trdna tla, so jima v lizbonskem pristanišču priredili prijazen sprejem. Od profesorja matematike na Univerzi v Lizboni, patra Emanuela De Camposa, je Hallerstein izvedel za ponudbo enega od indijskih krajevnih vladarjev v mogulski državi. Ta je poslal podkralju v Goo pismo, v katerem je prosil za misijonarja, ki bi obvladal matematiko in astronomijo. Obljubil je, da mu bo dal zgraditi hišo in cerkev in mu omogočil nemoteno širjenje katoliške vere na svojem ozemlju. S pismom, napisanim v perzijskem jeziku, je bil seznanjen tudi portugalski dvorni astronom Giovanni Baptista Carbone (Battista), ki je poslal generalu jezuitskega reda prošnjo, da bi omenjeno mesto zasedla Hallerstein in Laimbeckhoven, ali vsaj eden od njiju. Tudi Hallerstein sam se je ogrel, posebno še, ker je tedaj na Kitajskem veljala prepoved misijonarskega dela. V pismu je bratu sporočil, da je med potjo v Genovi izvedel zelo spodbudne novice o širjenju krščanstva v južni Indiji. Misijonar iz sicilske province, ki je 14 let deloval v indijskem kraljestvu Maduraj (to je bil po vsej verjetnosti Francesco Tambini, generalni prokurator Indije, s katerim se je Hallerstein srečal v Genovi), mu je povedal, da je v misijonih v Maduraju, Misoru in drugod po Karnataki kakšnih 150 tisoč kristjanov, ki jih oskrbuje 28 jezuitskih misijonarjev. Vsa njihova hrana sta le riž in voda in takšnega jedilnika se morajo strogo držati, ker bi sicer razjezili spreobrnjence in tudi preostale pogane. Vsako leto naj bi bili krstili vsaj 3 tisoč odraslih in veliko število njihovih otrok. Med čakanjem odgovora iz Rima se je Hallerstein učil portugalščino in se izpopolnjeval v astronomiji.
Po smrti kitajskega cesarja Jong Zenga (Yōngzhèng, kitajsko 雍正) sta se 24. aprila 1736 odpravila na Kitajsko. Vmesna postaja je bila portugalska kolonija Goa, kjer je končno opravil slovesne zaobljube. Omenimo, da je napravil štiri zaobljube, medtem ko jih drugi redovniki imajo navadno tri: uboštva, čistosti in pokorščine; tem jezuiti dodajo še četrto, a to je brezpogojna pokorščina papežu; ta zaobljuba je bila pereča v dobi protestantovske reformacije - a se je obdržala vse do danes. 
Iz Indije je odpotoval naprej v drugo portugalsko kolonijo - Macao, od koder je bil 1. marca 1739 poklican na kitajski dvor v Peking.

### Delo na Kitajskem
V tem času je bil za cesarja imenovan Čian Long (Qiánlóng, kitajsko 乾隆, IPA [ʨʰjɛ̌nlʊ̌ŋ]) (1736-1796). Hallerstein je sprva kot prisednik deloval v astronomskem in matematičnem oddelku, po smrti vodje oddelka misijonarja Ignaca Köglerja 3. junija 1746 pa je postal njegov predstojnik in mandarin 5. stopnje. Predstojnik zvezdarne pa je bil tako pomembna osebnost zato, ker je bil obenem predsednik vrhovnega cesarskega sodišča.
V tem času se je Hallerstein preko  misijonarja Gaubila, predstojnika francoskih jezuitov,  seznanil in tesno sodeloval s predstavniki Ruske akademije znanosti v Sankt Petersburgu. Po letih sodelovanja je 1762 postal njen častni član, 1765 pa zunanji član te akademije. Po povabilu londonske Kraljeve družbe pekinškim jezuitom o sodelovanju 1746 si je Hallerstein začel dopisovati tudi z njo, dve leti kasneje pa še s pariško akademijo.
V času njegovega službovanja na kitajskem dvoru je mnogo potoval in pri tem zbiral podatke o pokrajinah in prebivalstvu. Na podlagi statistike je ocenil število prebivalstva in njegov letni prirastek, kar je takrat vzbudilo mnogo razprav v zahodnem svetu. V cesarskem observatoriju je opravil številna opazovanja nebesnih pojavov, lege planetov glede na zvezde, objavil zvezdni katalog in karto zvezdnega neba.
V času portugalskega diplomatskega odposlanstva na Kitajskem leta 1753 je bil Hallerstein njihov svetovalec in posrednik. Po koncu obiska je postal mandarin 3. stopnje, sam cilj zagotovitve portugalskih interesov v Macau, okrepitev trgovskih stikov in zaščita misijonarjev pa ni bil dosežen.

## Smrt in spomin
Z leti je število misijonarjev na Kitajskem v Kitajskih misijonih upadalo, zlasti zaradi hudih zapletov okoli kitajskega obrednega spora. 
Ko je zvedel, da je jezuitski red ukinjen, ga je to tako hudo prizadelo, da ga je zadela srčna kap in je kmalu nato 29. oktobra 1774 umrl v Pekingu. Pokopan je na jezuitskem Žalanskem pokopališču.
12. novembra 1774, kmalu po njegovi smrti, pa je bil jezuitski red tudi na Kitajskem stvarno zatrt. Tako ni bilo več možnosti, da bi se velikopotezna Riccijeva zamisel nadaljevala in uspešno pripeljala k cilju, a to je bilo: najprej spreobrniti na krščanstvo visoke uradnike mandarine, nato bi se naj krstil cesar, a za njim bi sprejelo katolištvo celo ljudstvo.

### Priznanja
Poimenovanja
Po njem se od 6. avgusta 2003 imenuje asteroid 15071 Hallerstein, ki so ga 24. januarja 1999 odkrili astronomi z Observatorija Črni Vrh.

## Delo
- Carte de Macao et ses environs (Karta Macaa in okolice, 1739)
- Popolne študije o astronomskih inštrumentih, 1744
- Observationes astronomicae ab anno 1717 ad annum 1752 (Astronomska opazovanja od leta 1717 do 1752, izdano na Dunaju 1768)
- I Hsiang Khao Chheng (zvezdni katalog, 1757)